# Billy Gunn
Billy Gunn, pseudonimo di Monty Kip Sopp (Orlando, 1º novembre 1963), è un wrestler e powerlifter statunitense sotto contratto con la All Elite Wrestling, dove oltre a lottare, svolge i ruoli di capo allenatore e producer.
Durante la sua carriera ha lottato nella World Wrestling Federation/Entertainment (dove ha anche ricoperto il ruolo di allenatore per gli atlteti di NXT), nella Total Nonstop Action Wrestling, nella New Japan Pro-Wrestling e nel circuito indipendente.
Gunn vinse per dieci volte il WWF/E Tag Team Championship con tre diversi partner (cinque con Road Dogg, con cui formò i New Age Outlaws), tre con Bart Gunn, col quale formò gli Smoking Gunns e due con Chuck Palumbo nel tag team Billy and Chuck). Vinse una volta il WWF Intercontinental Championship e due volte il WWF Hardcore Championship) e fu inoltre il vincitore dell'edizione 1999 del King of the Ring e nel 2019, fu inserito nella WWE Hall of Fame, come membro della D-Generation X.

## Carriera

### Circuito indipendente (1985–1993)
Dopo un periodo come bull raider nella Professional Rodeo Cowboys Association, lasciò la professione per intraprendere la carriera di wrestler. Allenato da Jerry Gray, lottò nel circuito indipendente per otto anni, prima di firmare un contratto con la World Wrestling Federation nel 1993.

### World Wrestling Federation/Entertainment (1993–2004)

#### The Smoking Gunns (1993–1996)

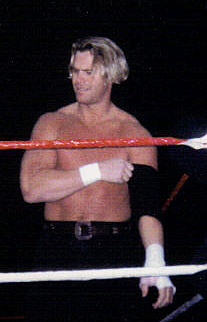
Billy Gunn nel 1996

Debuttò nella World Wrestling Federation nel 1993 sotto il ring name Billy Gunn. Insieme a Bart Gunn, suo fratello (Kayfabe), formò un tag team conosciuto come The Smoking Gunns. Nella puntata di Raw del 23 gennaio 1995, i due vinsero i loro primi Tag Team Championship sconfiggendo Bob Holly e 1-2-3 Kid. Mantennero i titoli fino a WrestleMania XI, dove furono sconfitti dal team formato da Owen Hart e Yokozuna. Vinsero nuovamente i titoli di coppia nel settembre 1995. Riconquistarono i titoli il 25 settembre a Raw contro Hart e Yokozuna. Il 15 febbraio 1996, i Gunns dovettero dichiarare vacanti i titoli poiché Billy ebbe bisogno di un intervento chirurgico al collo e al suo ritorno, avvenuto il 26 maggio 1996 a In Your House 8: Beware of Dog conquistarono per la terza volta i titoli di coppia, battendo i Godwinns. Dopo il match, la manager dei Godwinns, Sunny, tradì i suoi assistiti per schierarsi dalla parte dei Gunns. Il 22 settembre a In Your House 10: Mind Games, persero i titoli contro Owen Hart e The British Bulldog. Dopo il match, Sunny li abbandonò, dicendo che voleva essere manager di soli campioni. Qualche settimana dopo la perdita dei titoli Billy ruppe l'alleanza con Bart e lo attaccò, effettuando un turn heel.

#### The New Age Outlaws e D-Generation X (1997–1998)
Dopo una breve faida con suo fratello Bart, adottò una nuova gimmick, esordì con il ring name Rockabilly e divenne il protetto di Honky Tonk Man. Durante questo periodo, ebbe una breve faida con "Road Dogg" Jesse James. A Shotgun Saturday Night, James si rese conto che con le loro carriere non potessero andare da nessuna parte e suggerì di diventare un tag team. Gunn accettò e ruppe la chitarra in testa a Honky Tonk Man solidificando la loro alleanza.

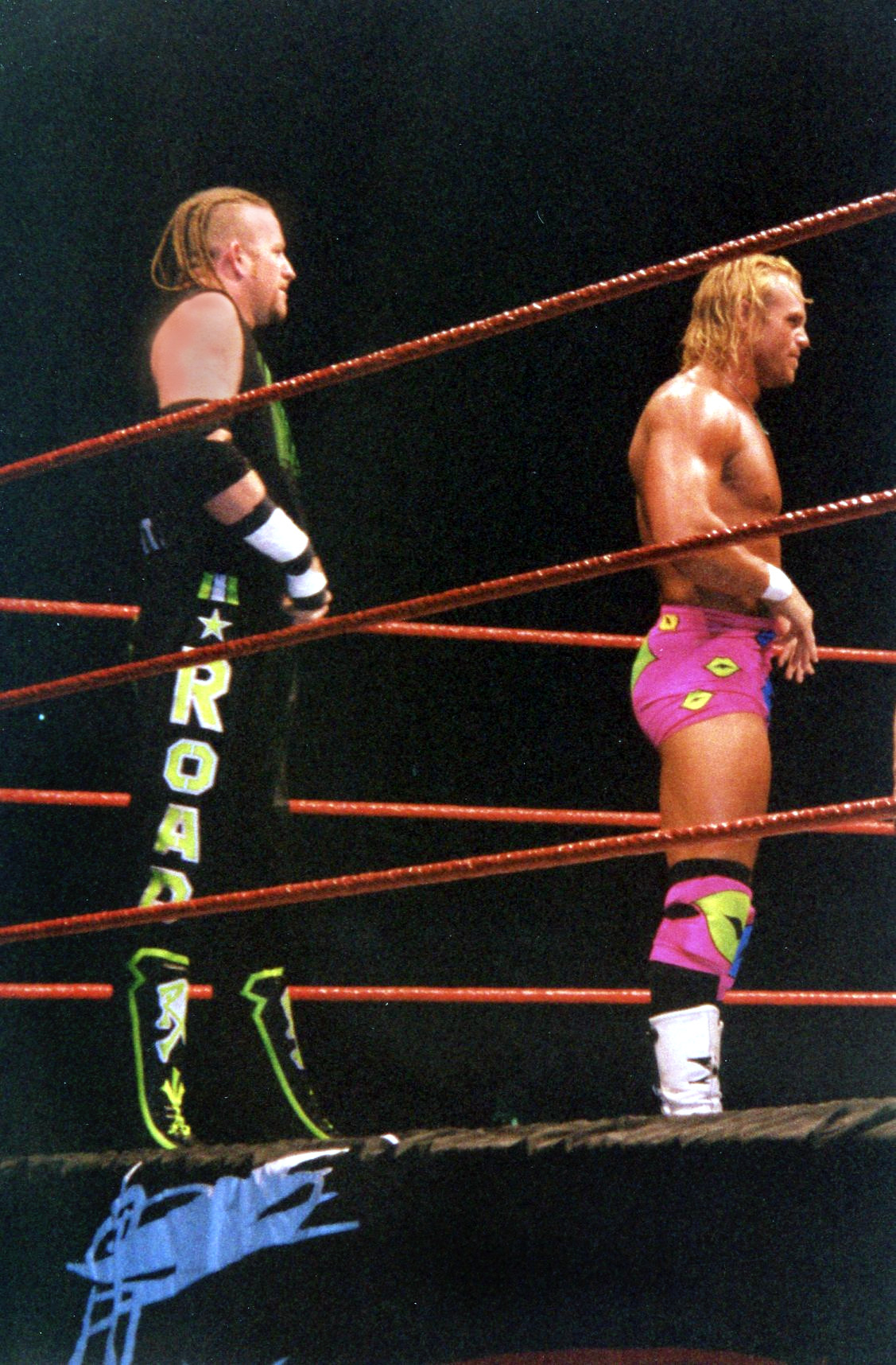
I New Age Outlaws

James e Rockabilly furono rinominati rispettivamente come "Road Dogg" Jesse James e "Badd Ass" Billy Gunn e formarono i New Age Outlaws. Questo team racchiuse in sé lo spirito dell'Attitude Era: aggressivi, volgari, egoisti e rumorosi. In poco tempo raggiunsero il top nella divisione tag team e vinsero i Tag Team Championship battendo la Legion of Doom il 24 novembre 1997. Nel rematch, svoltosi a D-Generation X: In Your House i due Outlaw mantennero i titoli.
Gli Outlaws iniziarono lentamente ad allearsi con la D-Generation X, impressionati per il loro atteggiamento. Alla Royal Rumble 1998, intervennero nel Casket match tra Shawn Michaels e The Undertaker, favorendo la vittoria del primo. A No Way Out of Texas: In Your House, gli Outlaws, Triple H e Savio Vega (che sostituì l'infortunato Shawn Michaels) furono sconfitti da Chainsaw Charlie, Cactus Jack, Owen Hart e Steve Austin. Il 2 febbraio a Raw, i New Age Outlaws chiusero Chainsaw Charlie e Cactus Jack in un cassonetto per i rifiuti. Questo portò al Dumpster match di WrestleMania XIV, dove persero i titoli. Nel rematch, la notte seguente a Raw, li riconquistarono in uno Steel Cage match, grazie all'interferenza di Triple H, Chyna e X-Pac. Dopo il match, divennero ufficialmente membri della D-Generation X. La DX iniziò una faida con Owen Hart e la Nation of Domination di The Rock e a Over the Edge: In Your House, Gunn, Road Dogg e Triple H vennero sconfitti da Owen Hart, Kama Mustafa e D'Lo Brown in un Six-man tag team match. Difesero nuovamente con successo i Tag Team Championship contro i New Midnight Express (Bombastic Bob e Bodacious Bart) a King of the Ring. Iniziarono una faida con Kane e Mankind e il 13 luglio a Raw, furono sconfitti in un match titolato. A SummerSlam il tag team match previsto inizialmente, si trasformò in un handicap match tra Mankind e i New Age Outlaws, visto che Kane non si presentò e gli Outlaws conquistarono i titoli per la terza volta. Nel mese di dicembre, vennero sconfitti dai membri della Corporation, Ken Shamrock e Big Boss Man perdendo le cinture.
In seguito iniziarono a concentrarsi più in competizioni singole. Gunn prese di mira l'Intercontinental Championship, ma alla Royal Rumble 1999, fallì l'assalto al titolo venendo sconfitto per squalifica da Ken Shamrock. A St. Valentine's Day Massacre: In Your House, fu l'arbitro speciale per il match valido per l'Intercontinental Championship tra Val Venis e il campione Ken Shamrock, dove Gunn fece un conteggio veloce e dichiarò Venis nuovo campione prima di attaccare entrambi.
Il 15 marzo, vinse l'Hardcore Championship battendo Hardcore Holly, ma lo perse nel rematch dodici giorni dopo a WrestleMania XV in un Triple Threat match che coinvolse anche Holly e Al Snow. A Backlash: In Your House, i New Age Outlaws sconfissero Jeff Jarrett e Owen Hart. Dopo Backlash, lasciò la D-X, ma rimase alleato con Triple H e Chyna.
Subito dopo essersene andato dalla DX, Gunn modificò la sua gimmick adottando il soprannome di "Mr. Ass". Mentre Road Dogg mantenne la musica d'entrata dei New Age Outlaws, Gunn adottò una nuova theme song Ass Man come parte della sua gimmick.

#### King of the Ring e regni titolati (1999–2001)

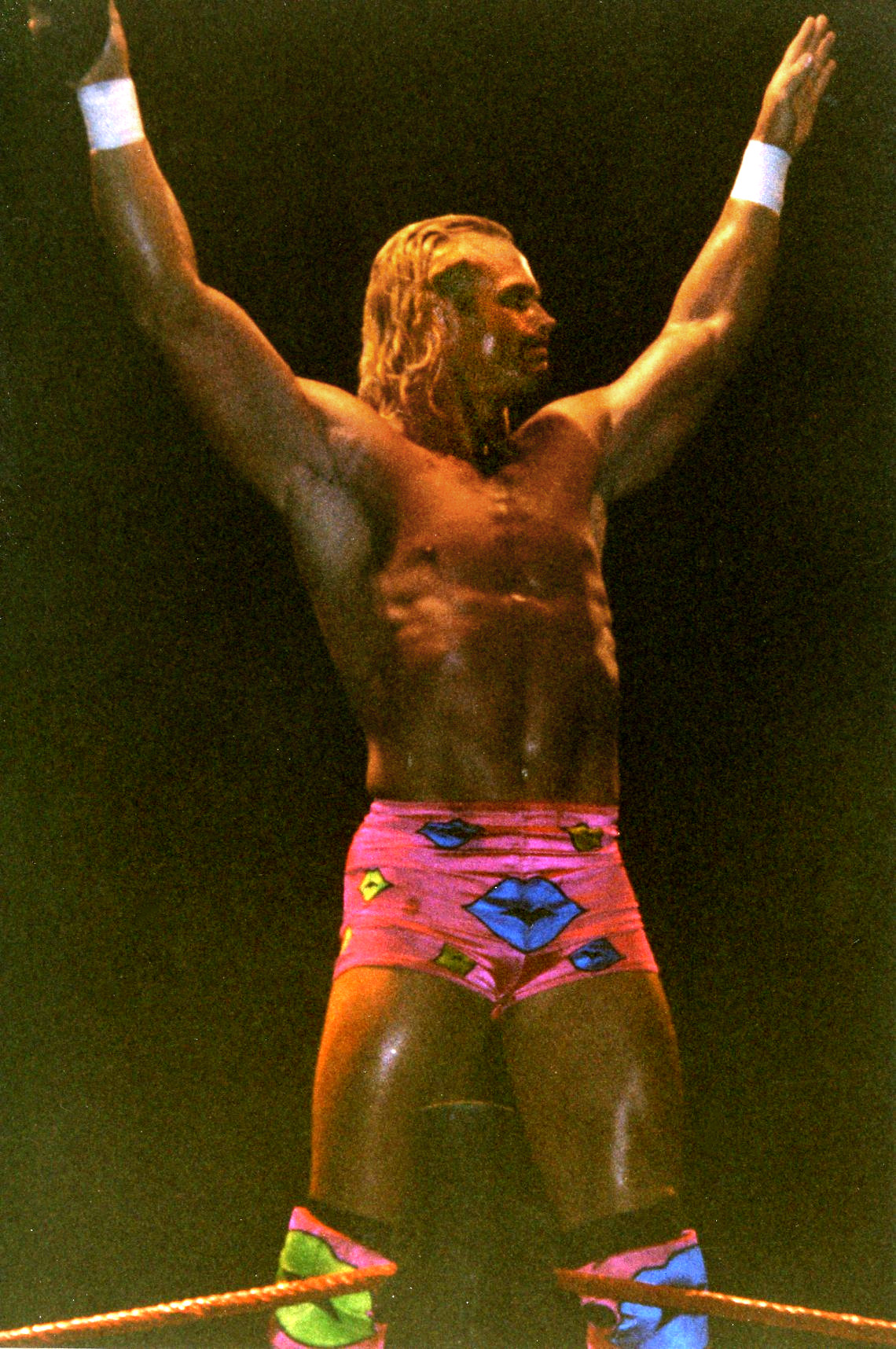
"Mr. Ass" Billy Gunn

A King of the Ring 1999, vinse l'omonimo torneo, battendo Ken Shamrock, Kane e il suo ex alleato X-Pac in finale. Insieme a Triple H e Chyna iniziò una faida con X-Pac e Road Dogg per l'utilizzo del nome D-Generation X. La faida culminò a Fully Loaded, quando X-Pac e Road Dogg sconfissero Gunn e Chyna.
Dopo una breve faida con The Rock, culminata a SummerSlam, dove perse un "Kiss My Ass match", i New Age Outlaws si riunirono e vinsero per la quarta volta i WWF Tag Team Championship sconfiggendo The Rock e Mankind nella puntata di SmackDown del 21 settembre 1999. Dopo aver sconfitto team come Edge e Christian, The Holly Cousins e gli Acolytes, si riunirono con X-Pac e Triple H riformando la DX. Il gruppo ebbe faide con Steve Austin, The Rock, Kane, Mankind, Shane McMahon e Vince McMahon. Nella puntata di Raw dell'8 novembre vinsero per la quinta volta i titoli di coppia battendo Mankind e Al Snow.
Alla Royal Rumble 2000, difesero i titoli contro gli Acolytes dopo un'interferenza di X-Pac. Iniziarono poi una faida con i Dudley Boyz, che culminò a No Way Out, con la vittoria dei Dudley, che vinsero faida e titoli. Nel corso del match, Gunn subì un infortunio alla cuffia dei rotatori e per giustificare la sua assenza, fu ideata la sua espulsione della D-X "aver perso il suo stile".
Tornò nel mese di ottobre alleandosi con Chyna nella sua faida con i Right to Censor, il quale vollero "censurare" la gimmick del Mr. Ass. A No Mercy, i due membri dei Right to Censor, Steven Richards e Val Venis sconfissero Chyna e Gunn. A causa della stipulazione, Gunn non poté più usare la gimmick di Mr. Ass, così si fece chiamare Billy G. per alcune settimane prima di rinominarsi "The One" Billy Gunn. Iniziò poi una faida con Eddie Guerrero e i Radicalz. Alle Survivor Series, fece coppia con Road Dogg, Chyna e K-Kwik perdendo contro i Radicalz. Nella puntata di SmackDown del 21 novembre, vinse il WWF Intercontinental Championship battendo Guerrero. Tuttavia il suo regno durò poco, in quanto lo perse due settimane più tardi contro Chris Benoit ad Armageddon, con cui ebbe una breve faida, vinta dal canadese.
A Royal Rumble 2001, lottò nel royal rumble match entrò con il numero 28, rimase uno degli ultimi quattro, ma fu eliminato dal vincitore Steve Austin. A No Way Out interferì nel match valido per l'Hardcore Championship, e riuscì a vincere il titolo grazie alla regola 24/7 schienando Raven. Tuttavia Raven lo schienò pochi minuti dopo riprendendosi il titolo. Continuò a lottare per l'Hardcore Championship fino al mese di giugno, quando effettuò un turn heel ed iniziò una breve faida con il neo vincitore del King of the Ring, Edge. Dopo la faida, Gunn turnò face per poco tempo e diede vita a un team di breve durata con Big Show, chiamato "The Show Gunns".

#### Billy e Chuck (2001–2002)
In una puntata di Sunday Night Heat dello stesso anno, fu sconfitto da Chuck Palumbo, che poco prima aveva abbandonato l'Alliance per unirsi alla WWF. Poco dopo i due iniziarono ad avvicinarsi e il tutto sfociò in una storyline omosessuale e ingaggiarono Rico come stilista personale. Vinsero i WWF/E Tag Team Championship in due occasioni e si scontrarono principalmente con gli APA e gli Hardy Boyz.
Nel settembre 2002, Chuck propose a Billy di sposarlo e celebrarono la cerimonia durante la puntata di SmackDown! del 12 settembre 2002. Durante la cerimonia i due rivelarono che la cerimonia era solo una trovata pubblicitaria che era andata troppo oltre, e ammisero dei essere eterosessuali. Eric Bischoff, travestito da prete che officiava il matrimonio, e i 3-Minute Warning (Rosey e Jamal) attaccarono il General Manager di SmackDown Stephanie McMahon, presente alla cerimonia. In seguito a questo incidente, Rico passò nel roster di Raw e assistì i 3-Minute Warning. Billy e Chuck effettuarono un turn face e fu eliminato ogni riferimento omosessuale.
Nel 2002 la rivista Pro Wrestling Illustrated li nominò come miglior tag team dell'anno.
L'ultimo match di Billy e Chuck come tag team, avvenne nella puntata di SmackDown! del 3 ottobre 2002, nel primo round di un torneo per il WWE Tag Team Championship appena creato, dove persero contro Ron Simmons e Reverend D-Von. Nel corso del match, Billy si infortunò ad una spalla e rimase fermo diversi mesi. Il tag team si separò silenziosamente, Chuck combatté in singolo per qualche tempo, prima di unirsi ai Full Blooded Italians e Billy tornò con il personaggio di "Mr. Ass".

#### Competizione singola e licenziamento (2003–2004)
Tornò nell'estate del 2003, come "Mr. Ass", accompagnato da Torrie Wilson sconfisse A-Train e poco dopo iniziò una faida con Jamie Noble, che portò ad un match a Vengeance, che in caso di vittoria di Noble, avrebbe passato una notte con Torrie Wilson. Successivamente, fu costretto ad un nuovo stop, a causa un infortunio ad una spalla. Tornò in azione alla Royal Rumble 2004, dove entrò con il numero 27, ma fu eliminato da Goldberg. In seguito, lottò principalmente a Velocity, in singolo e occasionalmente in coppia con Hardcore Holly. A Judgement Day, Gunn e Holly sfidarono Charlie Haas e Rico per il WWE Tag Team Championship senza successo. A The Great American Bash, fu sconfitto da Kenzo Suzuki.
Il 1º novembre 2004, fu licenziato e nel giugno 2005, rilasciò un'intervista in cui criticò fortemente la dirigenza WWE e il collega Triple H.

### Total Nonstop Action Wrestling (2005–2009)

#### Planet Jarrett (2005)

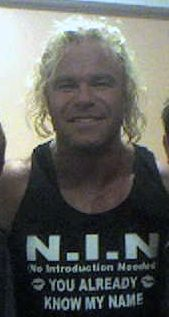
Kip James nel 2006

Il 13 febbraio 2005 debuttò nella Total Nonstop Action Wrestling al pay-per-view Against All Odds dove aiutò Jeff Jarrett a conservare l'NWA World Heavyweight Championship contro Kevin Nash. Non potendo usare il nome "Billy Gunn", registrato dalla WWE, si presentò con una maglietta riportante la scritta "N.I.N. - No Introductions Needed, You Already Know My Name" ("non c'è bisogno di introduzioni, sapete già il mio nome") e si fece chiamare prima "New Age Outlaw" e poi a causa di un reclamo della WWE, che possedeva il nome, lo cambiò in "The Outlaw". Insieme a Jeff Jarrett e Monty Brown, formò la stable Planet Jarrett.

#### The James Gang/Voodoo Kin Mafia (2005–2008)
Tentò di riformare la coppia storica con B.G. James (l'ex Road Dogg), che rifiutò. Per tentare di convincerlo cambiò nome in "Kip James" e si fece annunciare da "Marietta, Georgia", provenienza di BG James.
Questo fece infuriare Ron Killing e Konnan, membri della 3Live Kru, stable a cui apparteneva anche B.G. James. Successivamente ci fu serie di match di coppia, fra Killings e Konnan contro Kip e Monty Brown. B.G. James fu indeciso sul da farsi, fino a quando durante Sacrifice il 14 agosto, fece da arbitro speciale nell'ennesimo match fra le due coppie e aiutò i 3Live Kru a vincere. Brown cominciò a mostrare insofferenza a causa delle numerose sconfitte e poco dopo si sciolsero.
Kip ricominciò la sua opera di riconciliazione con B.G. James aiutandolo diverse volte durante la sua faida contro il Team Canada. Aiutò di aiutare anche gli altri membri della 3Live Kru. Il 26 novembre 2005 B.G. James chiese ai suoi compagni della 3Live Kru di far entrare Kip nel gruppo e cambiarono il nome in "4Live Kru". Il gruppo si sciolse però poco dopo. Konnan si alleò con Homicide e Apolo mentre Killings iniziò a lottare da singolo. B.G. e Kip James tornarono a lottare in coppia, facendosi chiamare The James Gang e successivamente Voodoo Kin Mafia.
Nella puntata di Impact! del 21 febbraio 2008 il tag team smise di esistere, in seguito al turn heel di Kip su B.G. James, che colpì BG e il padre Bob con una stampella.

#### The Beautiful People e abbandono (2008–2009)

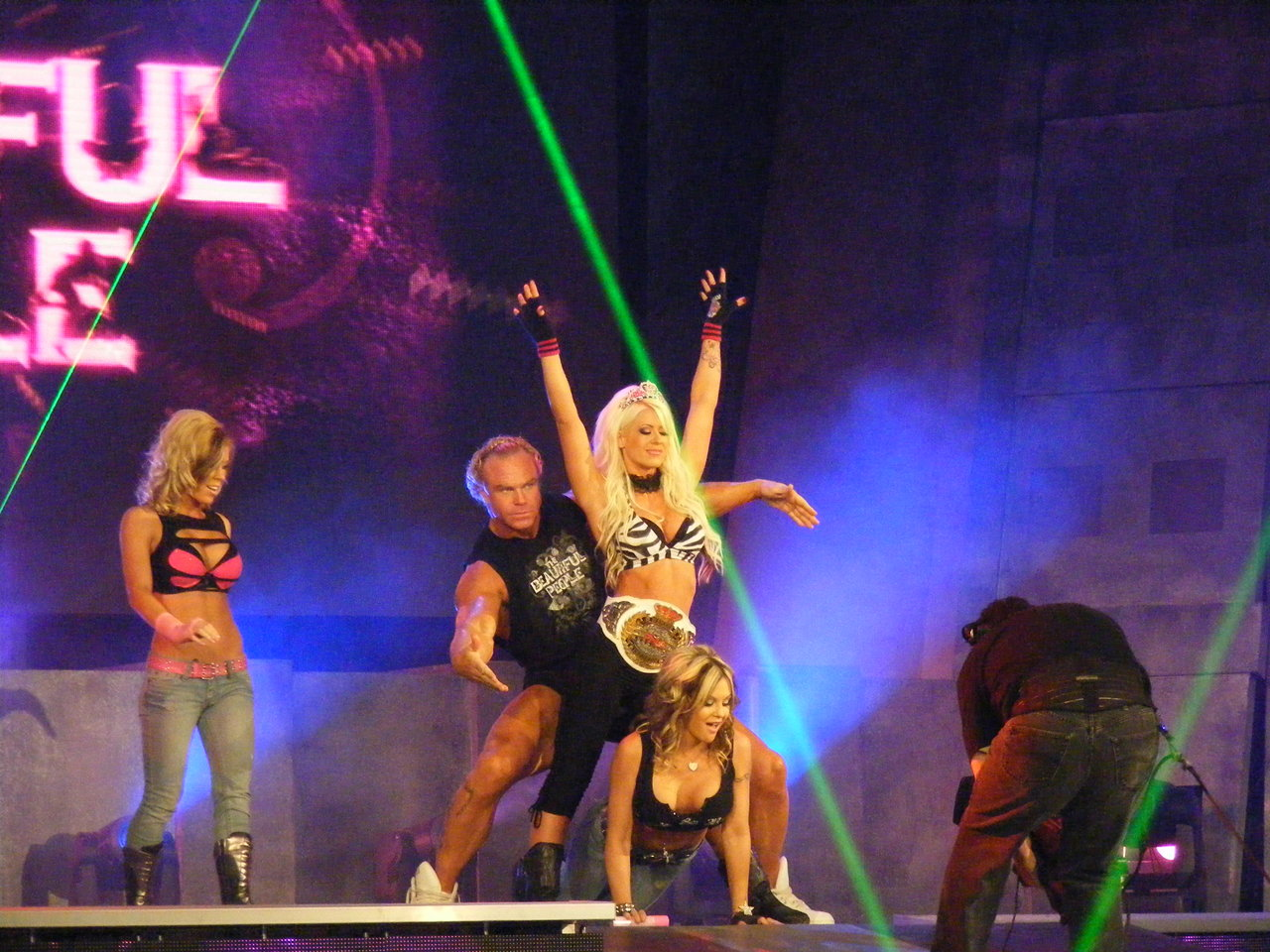
"Cute" Kip come membro delle Beautiful People

Il 13 aprile 2008 a Lockdown, perse uno steel cage match contro l'ex partner B.G. James. Nel post match alzò la mano di B.G., ma poco dopo lo stese e lo schernì facendo il classico gesto della D-X. Kip si autonominò "The Megastar", un personaggio arrogante simile a "The One" interpretato in WWF. Il al 24 aprile fu attaccato nel backstage da Matt Morgan senza motivo. La settimana successiva, si vendicò, attaccando Morgan nell'ufficio di Jim Cornette. L'8 maggio, Cornette ha costrinse Morgan a combattere in coppia con Kip nel torneo Deuces Wild a Sacrifice, ma non riuscirono a vincere. Dopo il torneo, si prese una pausa e tornò il 5 giugno a Impact, dove, al fianco di Lance Hoyt e James Storm persero contro Matt Morgan e i LAX.
Nell'episodio del 14 agosto di Impact!, si unì alle The Beautiful People come consulente d'immagine, utilizzando il ring attire di "Mr. Ass" e fu soprannominato Cute Kip. A Bound for Glory IV, Kip, Angelina Love e Velvet Sky persero contro Rhino, ODB e Rhaka Khan in un Bimbo Brawl con Traci Brooks arbitro speciale. A Final Resolution partecipò al Feast or Fired match, ma non riuscì a vincere. A Genesis, sostituì l'infortunato Kevin Nash come membro dei Main Event Mafia.
A partire dal 19 marzo 2009, iniziò a lavorare come road agent. Tornò a lottare il 28 maggio, dove perse contro Awesome Kong. Dopo aver fatto da "tuttofare" per il commissioner Mick Foley, lottò diversi match a Xplosion. Lottò il suo ultimo match in TNA il 3 dicembre a Xplosion, dove perse contro Kiyoshi.
Il 29 dicembre 2009 profilo di Sopp fu rimosso dal sito della TNA, confermando il suo addio alla federazione.

### Circuito indipendente (2009–2012)
Dopo aver lasciato la TNA, si riunì con B.G. James e tornarono ad usare i nomi Billy Gunn e Road Dogg. Nel 2010 apparvero nella TWA Powerhouse e il 25 luglio sconfissero i Canadian Extreme e conquistarono i TWA Tag Team Championship. Persero il titolo contro i Canadian Extreme il 5 giugno 2011.
Il 30 luglio 2011, con il ring name Kip Gunn, debuttò nella Lucha Libre USA come membro della stable The Right. Nella stessa sera, lottò il suo primo match, dove perse contro Marco Corleone. Il 26 giugno 2012, vinse l'American Pro Wrestling Alliance American Championship. L'8 e il 9 settembre 2012 lottò in un torneo della Bad Boys of Wrestling Federation, dove eliminò Rhino in semifinale e Scott Steiner in finale, vincendo il BBWF Aruba Championship.

### Ritorno in WWE (2012–2015)
Il 23 luglio, tornò in WWE dopo quasi otto anni, dove si riunì con Road Dogg, X-Pac, Shawn Michaels e Triple H riformando la D-Generation X per una sola notte il millesimo episodio di Raw. Nel dicembre 2012, fu assunto come allenatore degli atleti di NXT Il 4 marzo 2013, i New Age Outlaws tornarono a Raw Old School, dove sconfissero Primo e Epico. L'11 marzo 2013, accettarono una sfida del Team Rhodes Scholars, ma il match fu interrotto da Brock Lesnar, che attaccò entrambi gli Outlaws con la F-5 come parte della sua faida in corso con Triple H.
I New Age Outlaws, tornarono a Raw Old School del 6 gennaio 2014, dove aiutarono CM Punk ad attaccare lo Shield, ospiti del Piper's Pit di Roddy Piper e nella successiva puntanta di SmackDown, insieme a CM Punk persero un 6-men tag match contro lo Shield. Nel rematch del 13 gennaio a Raw, Gunn e Road Dogg, abbandonarono Punk da solo sul ring, e perse l'incontro. Il 26 gennaio, durante il Kick-off di Royal Rumble i NAO, vinsero i WWE Tag Team Championship, battendo Cody Rhodes e Goldust. Nel rematch della notte successiva a Raw mantennero i titoli per squalifica quando Brock Lesnar attaccò i fratelli Rhodes. La settimana successiva a Raw mantennero i titoli ancora contro Rhodes e Goldust in uno steel cage match. Persero i titoli il 3 marzo, contro gli Usos. A WrestleMania XXX, insieme a Kane, persero un 6-men tag team match contro lo Shield
Il gennaio 2015, attaccarono gli Ascension insieme al New World Order e gli APA. Alla Royal Rumble, persero proprio contro gli Ascension. A WrestleMania 31, insieme a Road Dogg, X-Pac e Shawn Michaels, aiutarono Triple H nel suo match contro Sting. A maggio, fu uno degli allenatori insieme a Booker T e Lita della sesta stagione di Tough Enough.
Il 13 novembre 2015, fu licenziato dopo aver fallito un test anti doping. Risultò positivo a livelli elevati di testosterone ad un evento di powerlifting del 25 luglio 2015 e fu sospeso dal powerlifting per quattro anni.

### Circuito indipendente (2015–2016)
Tornò nel circuito indipendente il 26 dicembre 2015, all'evento NWA Circle City Wrestling, organizzato dalla National Wrestling Alliance, dove insieme a Kevin Thorn vinse contro Brian Klass e Rob Street. Un mese dopo, a MCW Seasons Beatings 2015, sconfisse Ken Dixon e conquistò l'MCW Rage Television Championship. Il 5 febbraio 2016, partecipò al PCW Road to Glory tournament, dove eliminò Joey Hayes, ma il giorno seguente, fu eliminato nei quarti di finale da T-Bone. Nella stessa sera, combatté al fianco di Mr. Anderson e Tajiri in un 6-men tag team match vinto contro Dave Raynes, Joey Hayes e Martin Kirby. Il 7 febbraio perse contro Steve Griffiths in un match valido per il PWP Heavyweight Championship. Il 19 marzo a MCW Spring Fever Tour 2016 - Tag 1 perse l'MCW Rage Television Championship contro Ken Dixon. Il 12 giugno 2016, vinse il Smashmouth Pro Wrestling Championship contro KC Huber ma lo perse la stessa sera contro l'ex campione. Il 25 giugno 2016, combatté ancora al fianco di Mr. Anderson nel tag team match perso contro gli UK Hooligans a PCW Tribute to the Troops. Il 2 luglio 2016, a PCW Top Gunn, batté il suo ex collega in WWE, Hardcore Holly
Il 4 settembre 2016, debuttò nella Chikara, all'evento CHIKARA King Of Trios 2016 - Tag 3 dove, insieme a X-Pac lottò in un gauntlet match. I due membri della D-X entrarono per ultimi e batterono i Bloc Party.
Lottò il suo ultimo match indipendente il 22 ottobre 2016 a 4FW Kingdom Rising 2016 - Tag 1, evento della 4 Front Wrestling, dove vinse contro JD Knight.

### New Japan Pro-Wrestling (2016–2017)
Il 5 novembre 2016, all'evento Power Struggle della New Japan Pro-Wrestling, Yoshitatsu annunciò Gunn come l'ultimo membro della sua stable, l'Hunter Club e come suo partner per l'imminente World Tag League del 2016. Terminarono il torneo con un record di tre vittorie e quattro sconfitte, non riuscendo ad avanzare dal loro girone. Tornò in NJPW il 4 gennaio 2017, prendendo parte alla New Japan Rumble, svoltasi nel pre-show di Wrestle Kingdom 11, dove fu eliminato dal vincitore Michael Elgin Dopo sei mesi di assenza, Yoshitatsu annunciò che Gunn richiese un match contro Hiroshi Tanahashi che Gunn aveva richiesto un incontro contro di lui Il mese successivo, Tanahashi conquistò l'IWGP Intercontinental Championship e nominò immediatamente Gunn come suo sfidante. Il 5 luglio, a G1 Special in USA, fu sconfitto nel match titolato e questo fu il suo umtimo match in NJPW

### Apparizioni in WWE (2017–2019)
Apparve insieme a numerose altre leggende a Raw 25 Years del 22 gennaio 2018, per celebrare i 25 anni dello show rosso e nell'occasione si riunì con la D-X. Il 6 aprile 2019, fu inserito nella WWE Hall of Fame del 2019 come membro della D-Generation X.

### All Elite Wrestling (2019–presente)

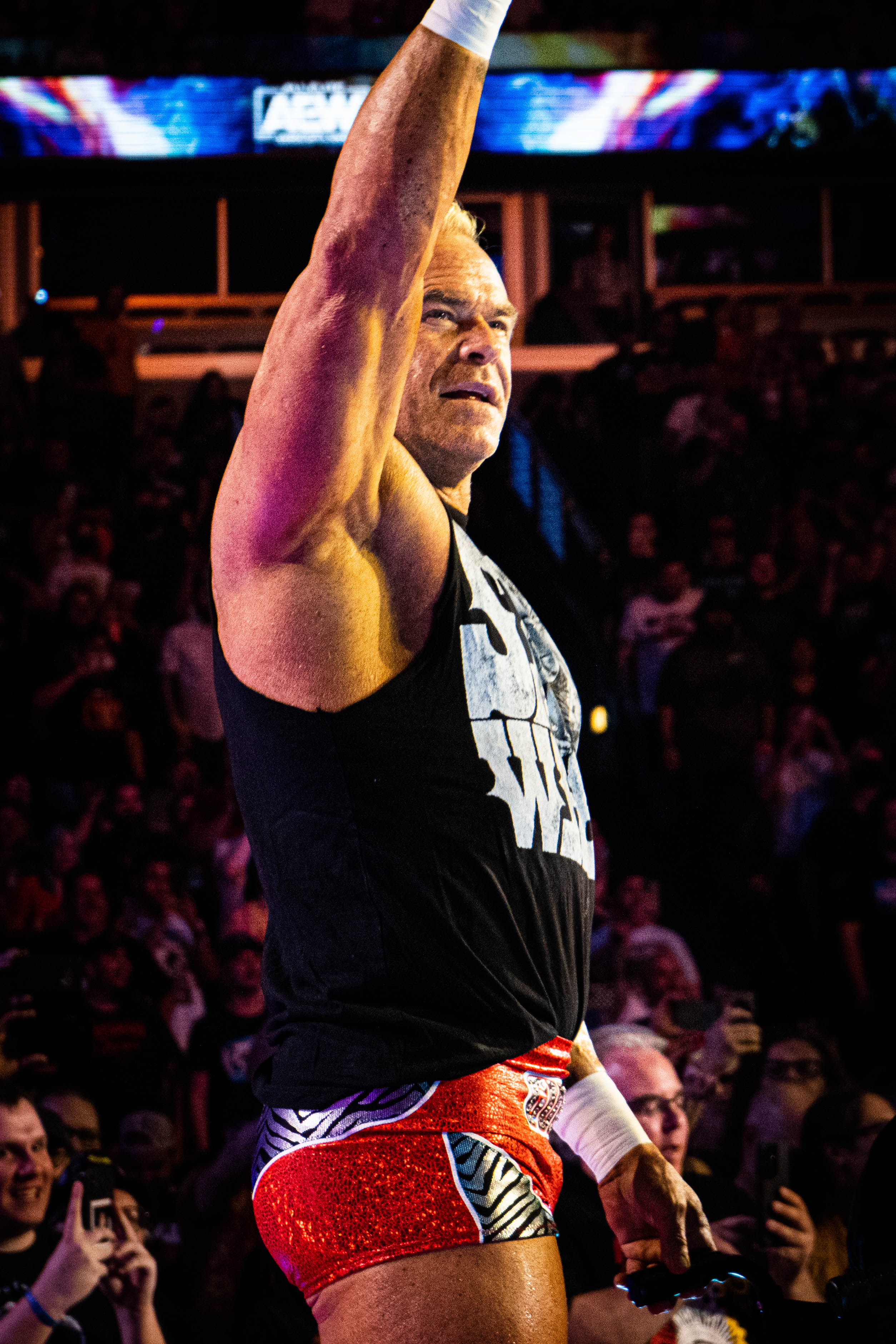
Billy Gunn nel 2022

Nel gennaio 2019, fu assunto dalla All Elite Wrestling come wrestler e allenatore. Il 25 maggio, partecipò alla battle royale nel pre-show di Double or Nothing, primo pay-per-view della federazione.
Fece la sua prima apparizione televisiva nell'episodio del 20 novembre 2019 di Dynamite, dove prese parte ad una battle royal. Nella puntata di Dark del 1º gennaio 2020, fece coppia con il figlio Austin, nel tag team chiamato Gunn Club e vinsero un tag team match contro Shawn Spears e Preston Vance. Nell'episodio del 27 maggio di Dynamite, presentato semplicemente come "Billy" a causa di un reclamo della WWE, che all'epoca possedeva il nome "Billy Gunn", partecipò a una battle royal per determinare lo sfidante al TNT Championship.
Nell'episodio di Dynamite del 4 novembre 2020, il Gunn Club collabororò vittoriosamente con Cody Rhodes, contro il Dark Order, rappresentato da John Silver, Preston Vance e Colt Cabana. Nell'episodio di Dark del 17 novembre 2020, il Gunn Club, con l'aggiunta dell'altro figlio Colten, batterono Bshp King, Joey O'Riley e Sean Maluta in un 6-men tag team match. Nello stesso giorno, il sito del roster AEW fu modificato e tornò a farsi chiamare "Billy Gunn".

## Vita privata
Sposò la prima moglie Tina Tinnell il 3 marzo 1990 e la coppia ha avuto due figli: Colten (1991) e Austin (1994), anch'essi wrestler. La coppia si separò nel gennaio 2000 e il divorzio fu finalizzato l'11 dicembre 2002. Il 24 gennaio 2009, sposò in seconde nozze con Paula.
Nel novembre 1990, fu arrestato in Florida per disturbo della quiete pubblica.

## Personaggio

### Mosse finali
- Fame-Ass-er / Famouser (Leg drop bulldog, a volte dalla corda più alta)[2][5]
- Gunnslinger (Swinging side slam)[2]

### Soprannomi
- "Bad Ass"[2]
- "The One"[2]
- "Daddy Ass"[2]
- "The Megastar"[2]

## Titoli e riconoscimenti
- American Pro Wrestling Alliance
  - APWA American Championship (1)[113]
- Bad Boys of Wrestling Federation
  - BBFW Aruba Championship (1)[114]
- International Wrestling Federation

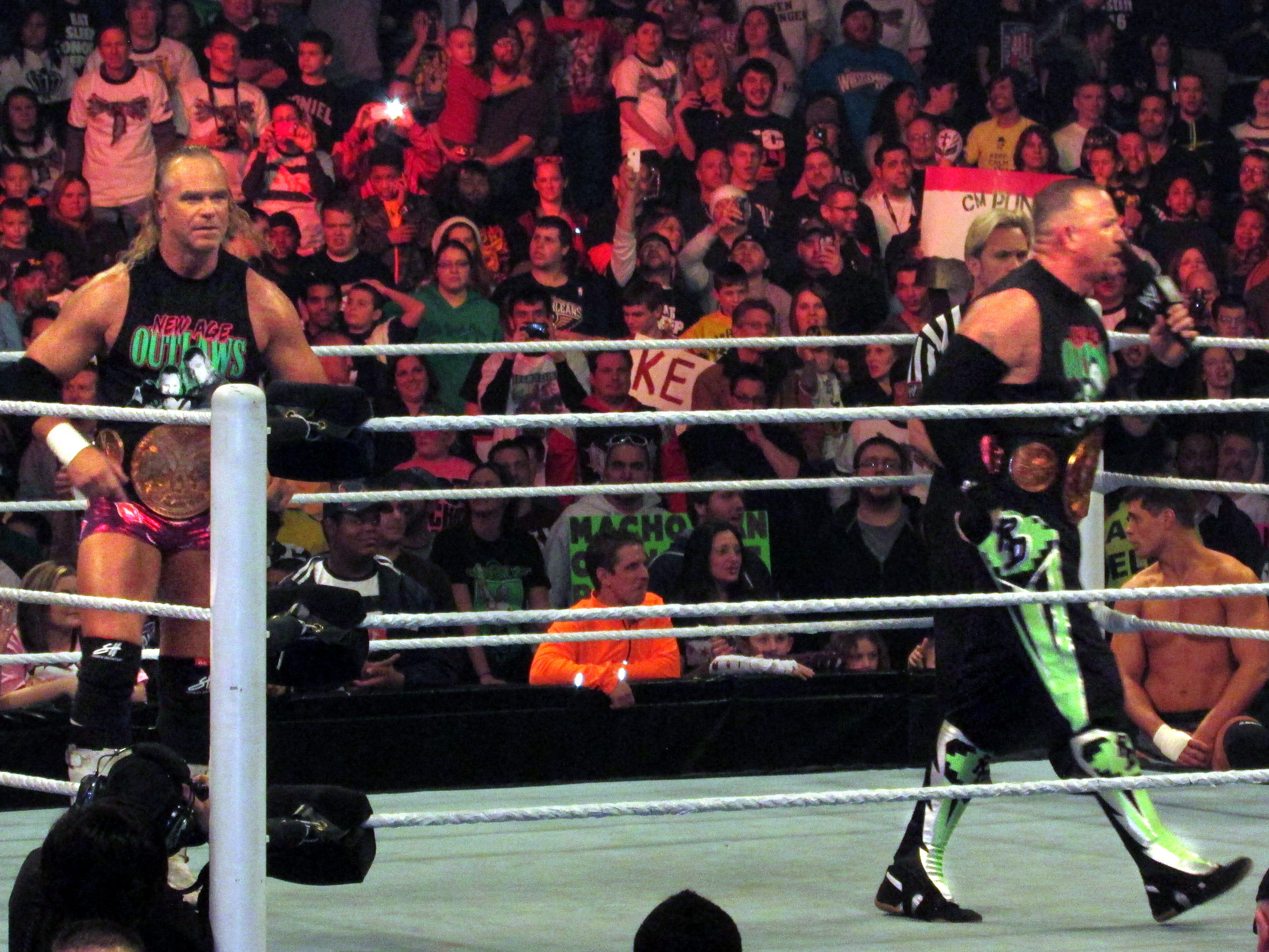
I New Age Outlaws con il WWE Tag Team Championship

  - IWF Tag Team Championship (2) – con Brett Colt[115]
- Freedom Pro Wrestling
  - FPW Tag Team Championship (1) – con Road Dogg
- Maryland Championship Wrestling
  - MCW Rage Television Championship (1)[88]
  - MCW Tag Team Championship (1) – con B.G. James[116]
- Pro Wrestling Illustrated
  - Tag Team of the Year (1998) - con Road Dogg[117]
  - Tag Team of the Year (2002) - con Chuck[53]
  - 39º tra i 500 migliori wrestler singoli nella PWI Years (1999)[118]
  - 231º tra i 500 migliori wrestler singoli nella PWI Years (2003)[119]
  - 43º tra i migliori wrestler in coppia nella PWI Years (2003) - con Road Dogg[119]
- SmashMouth Pro Wrestling
  - SPW World Heavyweight Championship (1)[115]
- TWA Powerhouse
  - TWA Tag Team Championship (1) – con B.G. James[68]
- Vanguard Championship Wrestling
  - VCW Heavyweight Championship (1)[120]
- World Pro Wrestling
  - WPW World Heavyweight Championship (1)[115]
- World Wrestling Federation/Entertainment
  - WWE Tag Team Championship (1) – con Road Dogg[121]
  - WWF Hardcore Championship (3)[13]
  - WWF Intercontinental Championship (1)[5][122]
  - WWF Tag Team Championship (10) – con Bart Gunn (3)[123][124][125], Chuck Palumbo (2)[49][50] e Road Dogg (5)[126][127][128][129][130]
  - WWE Hall of Fame (Classe del 2019) – come membro della D-Generation X[15]
  - King of the Ring (edizione 1999)[5]
- Wrestling Observer Newsletter
  - Worst Worked Match of the Years (2006) per la TNA Reverse Battle Royal a Impact![131]

## Filmografia
- Sabrina, vita da strega (Sabrina the Teenage Witch) - serie TV, episodio 4x17 (2000)
- I poliziotti di riserva (The Other Guys), regia di Adam McKay (2010)